# Nathalie Pâque
Nathalie Pâque, född 11 maj 1977 i Rocourt, Liège, är en fransk sångare.
Hon ställde upp i Eurovision Song Contest 1989 med låten J'ai volé la vie ("Jag stal livet"). Då hon ställde upp 1989 var hon endast 11 år; detta ledde till att tävlingsledningen införde en åldersgräns på 16 år för att ställa upp i Eurovision Song Contest.